# Basilia producta
Basilia producta är en tvåvingeart som beskrevs av Maa 1968. Basilia producta ingår i släktet Basilia och familjen lusflugor. Inga underarter finns listade i Catalogue of Life.